# 紀元前321年
紀元前321年（きげんぜんさんびゃくにじゅういちねん）は、ローマ暦の年である。
当時は、「カルウィヌスとカウディヌスが共和政ローマ執政官に就任した年」として知られていた（もしくは、それほど使われてはいないが、ローマ建国紀元433年）。紀年法として西暦（キリスト紀元）がヨーロッパで広く普及した中世時代初期以降、この年は紀元前321年と表記されるのが一般的となった。

## 他の紀年法
- 干支 : 庚子
- 日本
  - 皇紀340年
  - 孝安天皇72年
- 中国
  - 周 - 顕王48年
  - 秦 - 恵文王4年
  - 楚 - 懐王8年
  - 斉 - 威王36年
  - 燕 - 易王12年
  - 趙 - 武霊王5年
  - 魏 - 恵王後元14年
  - 韓 - 宣恵王12年
- 朝鮮
  - 檀紀2013年
- ベトナム :
- 仏滅紀元 : 224年
- ユダヤ暦 :

## できごと

### マケドニア王国
- ディアドコイ戦争
  - ペルディッカスがナイル川渡河に失敗し、部下のセレウコスらに暗殺される。
  - ヘレスポントスの戦いでエウメネスがクラテロスを敗死させる。
  - トリパラディソスの軍会で、帝国摂政にアンティパトロスが就任し、バビロン総督にセレウコスが就任する。

### ローマ共和国
- カウディウム渓谷での会戦で共和政ローマがサムニウム人に敗北、「カウディウムの屈辱」と呼ばれる和議を結ぶ（第2次サムニウム戦争）。

### 中国
- 周の顕王が死去し、子の慎靚王が即位した。
- 燕の易王が死去し、子の噲が即位した。
- 孟嘗君が楚を訪れた。

### インド
- ナンダ朝滅亡

## 死去
- 顕王 - 周朝の第35代王。
- 易王 - 戦国時代の燕の君主。
- ペルディッカス - マケドニア王国の将軍。
- ネオプトレモス - マケドニア王国の将軍。
- クラテロス - マケドニア王国の将軍。